# Bernhard Günter
Bernhard Günter (Neuwied, 1957) è un compositore tedesco. È fondatore e proprietario dell'etichetta di musica alternativa Trente Oiseaux.
La sua musica, ispirata a Pierre Boulez, Morton Feldman, alla musique concrete, e realizzata sfruttando fonti sonore di varia natura (CD, field recording e altre), si caratterizza per i suoi "micro suoni" digitali poco udibili che si alternano a momenti di silenzio.

## Biografia
Impara a suonare la batteria e la chitarra durante l'adolescenza. Dopo aver studiato musica seriale, micropolifonia e psicoacustica durante un soggiorno a Parigi, torna in Germania nel 1986. A partire dall'anno seguente inizia a registrare musica per computer. Incoraggiato da Francisco López, fonda l'etichetta Trente Oiseaux nel 1995, che diventerà una netlabel nel 2008. Nel 1999 viene premiato con una menzione d'onore dal Prix Ars Electronica. Durante la propria carriera, ha collaborato con i progetti +Minus, Brachklang e Klangstaub.

## Discografia parziale
- 1993 - Un Peu De Neige Salie
- 1994 - Details Agrandis
- 1996 - Home, Unspeakable (con John Duncan)
- 1999 - Buddha With The Sun Face / Buddha With The Moon Face
- 1999 - Univers Temporel Espoir
- 2000 - Brown, Blue, Brown On Blue (For Mark Rothko)
- 2000 - Time, Dreaming Itself
- 2001 - Crossing The River
- 2001 - Japan (con Steve Roden)
- 2001 - Monochrome White / Polychrome W/Neon Nails
- 2001 - Then, Silence
- 2002 - (For Morton Feldman) (con Richard Chartier e Steve Roden)
- 2002 - Monochrome Rust / Differential
- 2002 - Redshift / Abschied
- 2004 - Message Urgent (con Reinhold Friedl e Michael Vorfeld)
- 2005 - L'Écoute Libéré (con i +Minus)
- 2005 - Ataraxia (con Heribert Friedl)
- 2006 - Trans~ (con Heribert Friedl)
- 2007 - Mellom Paradis Og Helleviga (con Gary Smith e Michael Vorfeld)
- 2008 - Sechs Kleine Stücke (con Gary Smith)
- 2008 - Oto Dake
- 2010 - Reflection And Resonance (con Dorothea Krishnabhakdi)